# Étang de l'Astoue
L'étang de l'Astoue est un étang situé dans les Pyrénées française à 1 962 m d'altitude dans le Couserans en Ariège sur la commune d'Ustou.

## Géographie
Il est situé en Haut-Salat au sud de la station de sports d'hiver de Guzet-Neige sur le ruisseau de Turguilla qui alimente ensuite l'étang de la Piède avant de rejoindre l'Alet. L'étang de l'Astoue est en contrebas de deux pics de la chaîne transfrontalière : la pointe de Rabassère (2 568 m) et le pic de Turguilla (2 527 m) et reçoit les eaux d'un bras du Turguilla venant de l'étang de Réglisse.